# Kledering
Kledering ist eine Katastralgemeinde der Stadt Schwechat mit 766 Einwohnern (Stand 1. Jänner 2024) südöstlich von Wien. Der Ort liegt im Bezirk Bruck an der Leitha in Niederösterreich.

## Geografie
Kledering liegt im Industrieviertel in Niederösterreich im Süden Wiens.
Teils war die Ortschaft in Wiener Gemeindebezirke eingegliedert; 1892 wurden wenige Häuser in den 11. Bezirk Simmering einbezogen. Ab dem 15. Oktober 1938 wurde Kledering zur Gänze dem 23. Bezirk Liesing zugeordnet. Seit dem 1. September 1954 ist Kledering vollständig Teil Niederösterreichs.

## Öffentliche Einrichtungen
In der Ortschaft gibt es einen Kindergarten, eine Kirche, eine Freiwillige Feuerwehr und ein Abfallsammelzentrum.

## Infrastruktur
- Eisenbahn: Der Bahnhof Kledering ist Teil der Ostbahn und hat eine direkte Verbindung nach Wien.
- Zentralverschiebebahnhof Wien-Kledering: Der größte Verschiebebahnhof Österreichs liegt teils in Kledering.